# Castlevania: Order of Ecclesia
Castlevania: Order of Ecclesia, в Японии известна как — Akumajō Dracula: Ubawareta Kokuin (яп. 悪魔城ドラキュラ 奪われた刻印, официальный перевод — Devil's Castle Dracula: The Stolen Seal), — игра в жанре «приключенческий платформер» и третья игра франшизы Castlevania, которая была выпущена для приставки Nintendo DS. Она была создана Акихиро Минакатой при участии Кодзи Игараси. Сюжет следует за девушкой по имени Шаноа, которая является членом организации, пытающейся победить Дракулу после исчезновения клана Бельмонтов.
Игра была переиздана как часть Castlevania Dominus Collection 27 августа 2024 года для Nintendo Switch, PlayStation 5, Windows и Xbox Series X вместе с Castlevania: Dawn of Sorrow, Castlevania: Portrait of Ruin и Haunted Castle Revisited.

## Игровой процесс
Castlevania: Order Of Ecclesia является двумерной action-adventure игрой, включающей в себя элементы приключенческих и ролевых игр, например, возможность экипировать броню и использовать заклинания. В игре используется новая боевая система, названная «Системой Глифов» («Glyph System»), которая позволяет героине использовать глифы, которые она получает после выполнения испытаний и побед над врагами. Глифы экипируются к рукам и спине героини и дают ей особые силы и навыки. В игре присутствует свыше сотни разнообразных глифов, которые может использовать игрок. При использовании, глифы расходуют очки магии (Magic Points) и, в случае опустошения шкалы магии, игроку придётся прервать атаку и подождать, пока шкала не заполнится. Игрок также может использовать особую технику, названную «Союз Глифов» («Glyph Union»), которая задействует более сильную атаку, основанную на особенностях экипированных глифов. Такие атаки потребляют «Очки Сердец» («Heart Points»). Некоторые Глифы могут использоваться для решения головоломок.
В игре присутствует 20 локаций, включающих в себя леса, горы и океаны, для перемещения между которыми используется мировая карта. Помимо сражений с врагами и перемещением из одной локации в другую, игрок может выполнять различные побочные задания, после выполнения которых он получит награду. После прохождения игры, игроку будут доступны дополнительные режимы, включающие в себя сложный режим, режим «Boss Rush», в котором игрок будет сражаться исключительно с боссами и режим Альбуса, с другим играбельным героем. Игра поддерживает мультиплеер и позволяет игрокам продавать предметы друг другу или сражаться в режиме один-на-один. Игрок также может подключить свою DS к Wii при игре в Castlevania Judgement и разблокировать новый контент в обеих играх.

## Сюжет
События игры происходят после эпохи Рихтера Бельмонта и сюжета Symphony of the Night, где-то в XIX веке. Поскольку, к тому времени клан Бельмонтов исчез, для борьбы против Дракулы было создано несколько магических орденов. Наиболее перспективным среди них был орден — Order of Ecclesia, который создал триаду магических символов — глифов на основе силы Дракулы, под названием «Dominus» (Доминус). Шаноа была выбрана лидером ордена — Барлоу, как человеческая ипостась для энергии Доминуса. Когда орден приступил к магическому ритуалу, глифы Доминуса (гнев, ненависть, агония) были похищены другим членом организации — Альбусом, в результате чего Шаноа потеряла свои воспоминания и эмоции. Она отправляется в путь, чтобы вернуть себе память, не подозревая об истинных намерениях Альбуса.
Во время своей погони, Шаноа прибывает в опустевшую деревню Вигол (Wygol Village) и обнаруживает, что Альбус похитил её жителей и заточил их в самых различных местах. Освобождая их, Шаноа узнаёт, что Альбус проводил на них эксперименты, в процессе которых он брал у заключённых образцы крови. В двух случаях, Шаноа выслеживает Альбуса и он, по своей воле, отдаёт ей два глифа. Но в третий раз, когда Шаноа находит Альбуса порабощённым силой третьего глифа, она вынуждена вступить в сражение с ним. После убийства Альбуса, его душа и разум поглощаются героиней, вместе с силой третьего глифа. Альбус рассказывает о своих истинных намерениях, а именно о том, что он искал способ победить Дракулу без использования Доминуса главной героиней, так как он знал, что это приведёт к её гибели. Её воспоминания и эмоции были забраны Доминусом, не Альбусом, как рассказывал Барлоу. Альбус также раскрывает истинную суть своих экспериментов над обитателями деревни. Они являются последними потомками клана Бельмонтов, и он верил, что их кровь поможет ему контролировать Доминус без вреда для себя.
После раскрытия правды, Шаноа вступает в схватку с Барлоу. Во время битвы она узнаёт, что его истинная цель — это воскресить Дракулу, используя её как жертву. После победы над Барлоу, он предлагает собственную жизнь ради возвращения Дракулы и появляется его замок. В итоге, Шаноа сражается с Дракулой и побеждает его, используя Доминус, что должно стоить ей жизни. Но появляется Альбус и говорит, что будет предложена только одна душа. Он возвращает Шаноа её память и эмоции и жертвует своей душой. Замок начинает рушиться и Шаноа сбегает.

## Разработка
Order of Ecclesia была разработана той же командой, которая разрабатывала Castlevania: Portrait Of Ruin. Прототипом внешности Шаноа послужила жена Кодзи Игараси.

## Отзывы прессы
| Сводный рейтинг    | Сводный рейтинг |
| Агрегатор          | Оценка          |
| ------------------ | --------------- |
| GameRankings       | 85,67 %         |
| Metacritic         | 85 из 100       |
| Иноязычные издания |                 |
| Издание            | Оценка          |
| 1UP.com            | A-              |
| Famitsu            | 30 из 40        |
| Game Informer      | 8,25 из 10      |
| GameSpot           | 8,5 из 10       |
| GameSpy            | [ 8 ]           |
| GameTrailers       | 8,8 из 10       |
| IGN                | 9 из 10         |

Order of Ecclesia имеет 85 баллов из 100 на сайте Metacritic и рейтинг 85,67 % на портале GameRankings.
Шейн Беттенхаузен назвал игру нечто средним между Symphony of the Night и Simon’s Quest, отметив, что её высокий уровень сложности был сбалансирован ролевыми элементами. Беттенхаузен также прокомментировал качество игры, несмотря на её длину, отметив, что есть «вещи, которые стоит увидеть». Он завершил свой обзор словами: «Эта экшен-рпг сделана в лучших традициях Castlevania». Позже он поставил игре оценку «А-» на сайте 1UP.com, заявив: «С такой игрой, Кодзи Игараси доказывает, что он все еще может вдохнуть новую жизнь в эту великовозрастную франшизу».